# Scatella nitidithorax
Scatella nitidithorax är en tvåvingeart som beskrevs av Malloch 1925. Scatella nitidithorax ingår i släktet Scatella och familjen vattenflugor. Inga underarter finns listade i Catalogue of Life.